# Eleições estaduais em Mato Grosso em 1974
As eleições estaduais em Mato Grosso em 1974 ocorreram em duas fases conforme determinava o Ato Institucional Número Três: em 3 de outubro a ARENA elegeu por via indireta o governador José Garcia Neto e o vice-governador Cássio de Barros e em 15 de novembro houve eleições em 22 estados brasileiros e nos territórios federais do Amapá, Rondônia e Roraima. Nesse dia a ARENA elegeu o senador Mendes Canale e obteve quase todas as vagas dentre os oito deputados federais e vinte e quatro estaduais eleitos, sendo que os mato-grossenses residentes no Distrito Federal escolheram seus representantes para o Congresso Nacional graças à Lei n.º 6.091 de 15 de agosto de 1974.
Formado em Engenharia Civil pela Escola Politécnica da Universidade Federal da Bahia em 1944, o governador José Garcia Neto é sergipano de Rosário do Catete e trabalhou no estado do Rio de Janeiro. Chegou a Mato Grosso em 1945 e um ano depois foi nomeado diretor de Obras Públicas do estado e lecionou no Instituto Federal de Mato Grosso durante sete anos. Eleito prefeito de Cuiabá pela UDN em 1954, presidiu a Associação dos Municípios da Amazônia Mato-Grossense e em 1960 foi eleito vice-governador na chapa de Fernando Correia da Costa e após ingressar na ARENA elegeu-se deputado federal  em 1966 e 1970. Escolhido governador pelo presidente Ernesto Geisel em 1974, José Garcia Neto é irmão de Luís Garcia, eleito governador de Sergipe via UDN em 1958.
Pecuarista nascido em Corumbá, Cássio Leite de Barros presidiu o diretório municipal da UDN em sua cidade e graduou-se advogado em 1950 pela Universidade Federal do Rio de Janeiro. Com a outorga do bipartidarismo ingressou na ARENA sendo escolhido vice-governador de Mato Grosso em 1974. Nos últimos meses de mandato José Garcia Neto renunciou ao Palácio Paiaguás para concorrer a uma cadeira de senador em 1978 e assim o governo estadual foi entregue a Cássio Leite de Barros, que deixou a política tão logo entregou o poder ao sucessor.
Filiado ao PSD nos estertores do Estado Novo, Mendes Canale nasceu em Miranda e formou-se em Contabilidade em 1947 na Escola Técnica de Comércio Carlos de Carvalho em São Paulo e a seguir tornou-se advogado pela Universidade Federal de Mato Grosso. Eleito deputado estadual em 1950 e 1954 e suplente de deputado federal em 1958, venceu a eleição para prefeito de Campo Grande em 1962. Após o fim do mandato foi chefe de gabinete do governador Pedro Pedrossian, que o nomeou prefeito de Campo Grande em 1970. Filiado à ARENA, elegeu-se senador por Mato Grosso em 1974, mas passou a representar Mato Grosso do Sul por força da Lei Complementar n.º 31 de 11 de outubro de 1977.

## Resultado das eleições para governador
A eleição foi realizada pela Assembleia Legislativa de Mato Grosso.
| Candidatos a governador do estado | Candidatos a vice-governador | Número | Coligação             | Votação | Percentual |
| --------------------------------- | ---------------------------- | ------ | --------------------- | ------- | ---------- |
| José Garcia Neto ARENA            | Cássio Leite de Barros ARENA | -      | ARENA (sem coligação) | 16      | 100%       |

## Resultado das eleições para senador
Conforme o Tribunal Superior Eleitoral houve 339.264 votos nominais (81,10%), 51.070 votos em branco (12,21%) e 27.994 votos nulos (6,69%) resultando no comparecimento de 418.328 eleitores.
| Candidatos a senador da República | Candidatos a suplente de senador | Número | Coligação             | Votação | Percentual |
| --------------------------------- | -------------------------------- | ------ | --------------------- | ------- | ---------- |
| Mendes Canale ARENA               | Paulino Lopes da Costa ARENA     | -      | ARENA (sem coligação) | 182.918 | 53,92%     |
| Vicente Bezerra Neto MDB          | Adone Colaço Sttavia MDB         | -      | MDB (sem coligação)   | 156.346 | 46,08%     |
| Fontes:                           |                                  |        |                       |         |            |

## Deputados federais eleitos
São relacionados os candidatos eleitos com informações complementares da Câmara dos Deputados.

Representação eleita
  ARENA: 6
  MDB: 2

| Deputados federais eleitos | Partido | Votação | Percentual | Cidade onde nasceu | Unidade federativa |
| Ubaldo Barém               | ARENA   | 24.838  |            | Ponta Porã         | Mato Grosso do Sul |
| Benedito Canelas           | ARENA   | 24.521  |            | São Manuel         | São Paulo          |
| Joaquim Nunes Rocha        | ARENA   | 24.414  |            | Tocantinópolis     | Tocantins          |
| Valdomiro Gonçalves        | ARENA   | 23.077  |            | Paranaíba          | Mato Grosso do Sul |
| Vicente Vuolo              | ARENA   | 22.544  |            | Cuiabá             | Mato Grosso        |
| Gastão Müller              | ARENA   | 21.610  |            | Três Lagoas        | Mato Grosso do Sul |
| Walter de Castro           | MDB     | 21.673  |            | Maracaju           | Mato Grosso do Sul |
| Antônio Carlos de Oliveira | MDB     | 19.731  |            | Campo Grande       | Mato Grosso do Sul |
| Fontes:                    |         |         |            |                    |                    |

## Deputados estaduais eleitos
Estavam em jogo 24 cadeiras da Assembleia Legislativa de Mato Grosso das quais a ARENA ficou com dezoito e o MDB com seis.

Representação eleita
  ARENA: 18
  MDB: 6

| Deputados estaduais eleitos | Partido | Votação | Percentual | Cidade onde nasceu    | Unidade federativa |
| Ruben Figueiró              | ARENA   | 18.022  |            | Rio Brilhante         | Mato Grosso do Sul |
| Cecílio Gaeta               | MDB     | 12.222  |            | Cuiabá                | Mato Grosso        |
| Londres Machado             | ARENA   | 11.798  |            | Rio Brilhante         | Mato Grosso do Sul |
| Nelson Ramos de Almeida     | ARENA   | 11.240  |            |                       |                    |
| Sérgio Cruz                 | MDB     | 11.148  |            | Salgueiro             | Pernambuco         |
| João Filgueiras             | ARENA   | 10.686  |            |                       |                    |
| Oscar Soares                | ARENA   | 10.206  |            |                       |                    |
| Antônio Corrêa da Costa     | ARENA   | 10.189  |            |                       |                    |
| José Amando                 | ARENA   | 9.832   |            | Crateús               | Ceará              |
| Oscar da Costa Ribeiro      | ARENA   | 8.990   |            |                       |                    |
| Paulo Saldanha              | ARENA   | 8.839   |            |                       |                    |
| Horácio Cersósimo           | ARENA   | 8.838   |            |                       |                    |
| Milton Figueiredo           | ARENA   | 8.793   |            | Barão de Melgaço      | Mato Grosso        |
| Leite Schimidt              | ARENA   | 8.735   |            | Aquidauana            | Mato Grosso do Sul |
| Afro Stefanini              | ARENA   | 8.351   |            | Campo Grande          | Mato Grosso do Sul |
| Cristino Cortes             | ARENA   | 7.899   |            | Barra do Garças       | Mato Grosso        |
| Airton dos Reis             | ARENA   | 7.100   |            | Campo Grande          | Mato Grosso do Sul |
| Edson Pires de Almeida      | ARENA   | 7.066   |            |                       |                    |
| Henrique Pires de Freitas   | MDB     | 7.054   |            |                       |                    |
| Ari Leite de Campos         | ARENA   | 6.919   |            |                       |                    |
| Carlos Ronald Albaneze      | ARENA   | 6.889   |            |                       |                    |
| Valter Pereira              | MDB     | 6.136   |            | Campo Grande          | Mato Grosso do Sul |
| Cleómenes da Cunha          | MDB     | 5.401   |            |                       |                    |
| Carlos Bezerra              | MDB     | 4.144   |            | Chapada dos Guimarães | Mato Grosso        |
| Fontes:                     |         |         |            |                       |                    |